# Marc'Antonio Verità
Marc'Antonio Verità ou Antonius de Verita (falecido no dia 15 de outubro de 1650) foi um prelado católico romano que serviu como bispo de Ossero (1633–1650).

## Biografia
No dia 18 de julho de 1633, Marc'Antonio Verità foi nomeado Bispo de Ossero durante o papado de Urbano VIII. A 28 de agosto de 1633, foi consagrado bispo por Marcello Lante della Rovere, cardeal-bispo de Frascati, com Francesco Maria Brancaccio, bispo de Capaccio, e Giulio Saraceni, bispo de Pula, servindo como co-consagradores. Serviu como Bispo de Ossero até à sua morte a 15 de outubro de 1650.